# Codolera del Sitjar
La Codolera del Sitjar és una muntanya de 967 metres que es troba al municipi de l'Esquirol, a la comarca catalana d'Osona.